# George Kobayashi
George Kobayashi (jap. 小林 ジョージ, Kobayashi Jōji; * 29. November 1947 in São Paulo, Brasilien) ist ein ehemaliger japanischer Fußballspieler.

## Nationalmannschaft
1972 debütierte Kobayashi für die japanische Fußballnationalmannschaft. Kobayashi bestritt drei Länderspiele.

## Errungene Titel
- Japan Soccer League: 1971, 1974, 1975
- Kaiserpokal: 1974

## Persönliche Auszeichnungen
- Japan Soccer League Best Eleven: 1974, 1975